# Likosaari (ö i Södra Savolax, Nyslott, lat 61,67, long 29,21)
Likosaari är en ö i Finland. Den ligger i sjön Pihlajavesi och i kommunen Nyslott i  landskapet Södra Savolax, i den sydöstra delen av landet, 280 km nordost om huvudstaden Helsingfors. Öns största längd är 120 meter i sydöst-nordvästlig riktning.